# Élections sénatoriales de 2017 dans les Landes
Les élections sénatoriales dans les Landes ont lieu le dimanche 24 septembre 2017. Elles ont pour but d'élire les sénateurs représentant le département au Sénat pour un mandat de six ans.

## Contexte départemental
Lors des élections sénatoriales de 2011 dans les Landes, deux sénateurs PS ont été élus : Jean-Louis Carrère et Danielle Michel.
Depuis, tous les effectifs du collège électoral des grands électeurs ont été renouvelés, avec les élections législatives de 2017, les élections régionales de 2015, les élections départementales de 2015 et les élections municipales de 2014.

## Sénateurs sortants
| Sénateur | Sénateur           | Parti | Fonctions lors de l'élection en 2011              |
| -------- | ------------------ | ----- | ------------------------------------------------- |
|          | Jean-Louis Carrère | PS    | Sénateur sortant                                  |
|          | Danielle Michel    | PS    | Conseillère générale, maire de Saint-Paul-lès-Dax |

## Présentation des candidats et des suppléants
Les nouveaux représentants sont élus pour une législature de 6 ans au suffrage universel indirect par les 1 053 grands électeurs du département. Dans les Landes, les sénateurs sont élus au scrutin majoritaire à deux tours. Leur nombre reste inchangé, deux sénateurs sont à élire. Il y aura plusieurs candidats dans le département, chacun avec un suppléant.
| T/S | Candidats | Candidats         | Parti | Principale fonction                                                                              |
| --- | --------- | ----------------- | ----- | ------------------------------------------------------------------------------------------------ |
| T   |           | Alain Baché       | PCF   | Conseiller municipal de Mont-de-Marsan                                                           |
| S   |           |                   | PCF   |                                                                                                  |
| T   |           | Fusilha Destenabe | PCF   | Conseillère municipale de Saint-Vincent-de-Tyrosse                                               |
| S   |           |                   | PCF   |                                                                                                  |
| T   |           | Éric Kerrouche    | PS    | Conseiller régional, président de la CC de Maremne-Adour-Côte-Sud, adjoint au maire de Capbreton |
| S   |           |                   | PS    |                                                                                                  |
| T   |           | Monique Lubin     | PS    | Conseillère départementale, conseillère municipale d'Hagetmau                                    |
| S   |           |                   | PS    |                                                                                                  |
| T   |           | Jean Baylet       | LREM  | Maire de Saint-André-de-Seignanx                                                                 |
| S   |           |                   | LREM  |                                                                                                  |
| T   |           | Pascale Requenna  | MoDem | Conseillère régionale, adjointe au maire d'Hagetmau                                              |
| S   |           |                   | MoDem |                                                                                                  |
| T   |           | Alain Dudon       | LR    | Conseiller départemental, maire de Biscarrosse                                                   |
| S   |           |                   | LR    |                                                                                                  |
| T   |           | Océane Ravix      | FN    |                                                                                                  |
| S   |           |                   | FN    |                                                                                                  |

## Résultats
| Candidats                | Candidats                | Parti                    | Nuance                   | Premier tour | Premier tour | Second tour | Second tour |
| Candidats                | Candidats                | Parti                    | Nuance                   | Voix         | %            | Voix        | %           |
| ------------------------ | ------------------------ | ------------------------ | ------------------------ | ------------ | ------------ | ----------- | ----------- |
|                          | Monique Lubin            | PS                       | SOC                      | 496          | 45,01        | 617         | 55,64       |
| Éric Kerrouche           | PS                       | SOC                      | 480                      | 43,56        | 578          | 52,12       |             |
|                          | Alain Dudon              | LR                       | LR                       | 352          | 31,94        | 388         | 34,99       |
|                          | Pascale Requenna         | MoDem                    | MDM                      | 275          | 24,95        | 271         | 24,44       |
|                          | Jean Baylet              | LREM                     | REM                      | 131          | 11,89        | Retrait     | Retrait     |
|                          | Alain Baché              | PCF                      | COM                      | 81           | 7,35         | Retrait     | Retrait     |
| Fusilha Destenabe        | PCF                      | COM                      | 80                       | 7,23         |              | Retrait     | Retrait     |
|                          | Océane Ravix             | FN                       | FN                       | 16           | 1,45         | 11          | 0,99        |
|                          |                          |                          |                          |              |              |             |             |
| Suffrages exprimés       | Suffrages exprimés       | Suffrages exprimés       | Suffrages exprimés       | 1 102        | 96,84        | 1 109       | 96,86       |
| Votes blancs             | Votes blancs             | Votes blancs             | Votes blancs             | 11           | 0,97         | 18          | 1,57        |
| Votes nuls               | Votes nuls               | Votes nuls               | Votes nuls               | 25           | 2,20         | 18          | 1,57        |
| Total                    | Total                    | Total                    | Total                    | 1 138        | 100          | 1 145       | 100         |
| Abstention               | Abstention               | Abstention               | Abstention               | 15           | 1,30         | 8           | 0,69        |
| Inscrits / participation | Inscrits / participation | Inscrits / participation | Inscrits / participation | 1 153        | 98,70        | 1 153       | 99,31       |